# 陈武 (1963年)
陈武（1963年4月—），男，汉族，广东雷州人，中华人民共和国政治人物，1984年毕业于西南政法大学法律系，1996年8月任广东省人民检察院副检察长，2001年3月任广州市人民检察院检察长，2008年5月任广东省人民检察院党组副书记、常务副检察长，2021年1月任安徽省人民检察院党组书记、检察长。